# Tyler, Minnesota
Tyler là một thành phố thuộc quận Lincoln, tiểu bang Minnesota, Hoa Kỳ. Năm 2010, dân số của thành phố này là 1143 người.

## Dân số
- Dân số năm 2000: 1218 người.
- Dân số năm 2010: 1143 người.